# سياسة المملكة المتحدة
سياسة المملكة المتحدة، (بالإنجليزية: Politics of the United Kingdom)‏، المملكة المتحدة، هي دولة مركزية مع تداول السلطات، حيث تخضع لإطار ديمقراطية برلمانية بموجب ملكية دستورية حيث الملك، حاليًا الملك تشارلز الثالث، هو رئيس الدولة، بينما رئيس وزراء المملكة المتحدة، حاليا ريشي سوناك، هو رئيس الحكومة.
السلطة التنفيذية تمارسها الحكومة البريطانية، نيابة عن الملك وبموافقته، وكذلك من جانب الحكومات المفوضة اسكتلندا، ويلز، وايرلندا الشمالية.
السلطة التشريعية يُناط بها مجلسا برلمان المملكة المتحدة، ومجلس العموم، ومجلس اللوردات، وكذلك في البرلمان الاسكتلندي وويلز وجمعيات أيرلندا الشمالية. القضاء مستقل للسلطة التنفيذية والتشريعية. أعلى محكمة هي المحكمة العليا في المملكة المتحدة.
النظام السياسي في المملكة المتحدة هو نظام متعدد الأحزاب. منذ عشرينيات القرن الماضي، كان الحزبين المهيمنين هو حزب المحافظين وحزب العمال.
قبل أن ينهض حزب العمل في السياسة البريطانية، كان الديمقراطيون الليبراليون، هو الحزب السياسي الرئيسي، إلى جانب المحافظين. في حين أن الائتلاف وحكومة الأقلية كانت سمة عرضية للسياسة البرلمانية، فإن النظام الانتخابي الفوز للأكثر أصواتا تميل الانتخابات العامة إلى الحفاظ على هيمنة هذين الحزبين، رغم أن كل منهما اعتمد في القرن الماضي على طرف ثالث، مثل الديمقراطيون الليبراليون، لتقديم أغلبية عاملة في البرلمان.
تولت حكومة ائتلاف المحافظين والليبراليين الديمقراطيين من عام 2010 حتى عام 2015، وهو أول تحالف منذ عام 1945.
انتهى الائتلاف، بعد الانتخابات البرلمانية في 7 مايو 2015، التي فاز فيها حزب المحافظين بأغلبية ساحقة من 330 مقعدًا في مجلس العموم، بينما خسر شركاؤهم في التحالف جميع المقاعد باستثناء ثمانية.
اليوم، اسكتلندا، ويلز، وايرلندا الشمالية يمتلك كل منهم سلطة تشريعية، وتنفيذية، مع انتقال السلطة في ايرلندا الشمالية إلى المشاركة في بعض مؤسسات أيرلندا.
تظل حكومة المملكة المتحدة، مسؤولة عن الأمور غير المنقولة، وفي حالة ايرلندا الشمالية، تتعاون مع حكومةجمهورية أيرلندا.
دستور المملكة المتحدة، غير مدون، حيث يتكون من اتفاقية، قانون، وعناصر أخرى مثل قانون الاتحاد الأوروبي. تم تبني نظام الحكم هذا، المعروف باسم نظام وستمنستر، من قبل دول أخرى، خاصة تلك التي كانت في السابق أجزاء من الإمبراطورية البريطانية.
المملكة المتحدة مسؤولة أيضًا عن العديد من التبعيات، التي تنقسم إلى فئتين:  ملحقات التاج البريطاني، في المنطقة المجاورة مباشرة للمملكة المتحدة، وأقاليم ما وراء البحار البريطانية، والتي نشأت كمستعمرات للإمبراطورية البريطانية.
صنفت وحدة المعلومات الاقتصادية المملكة المتحدة على أنها من «الديمقراطيات الكاملة» في عام 2017.

## السلطة التنفيذية

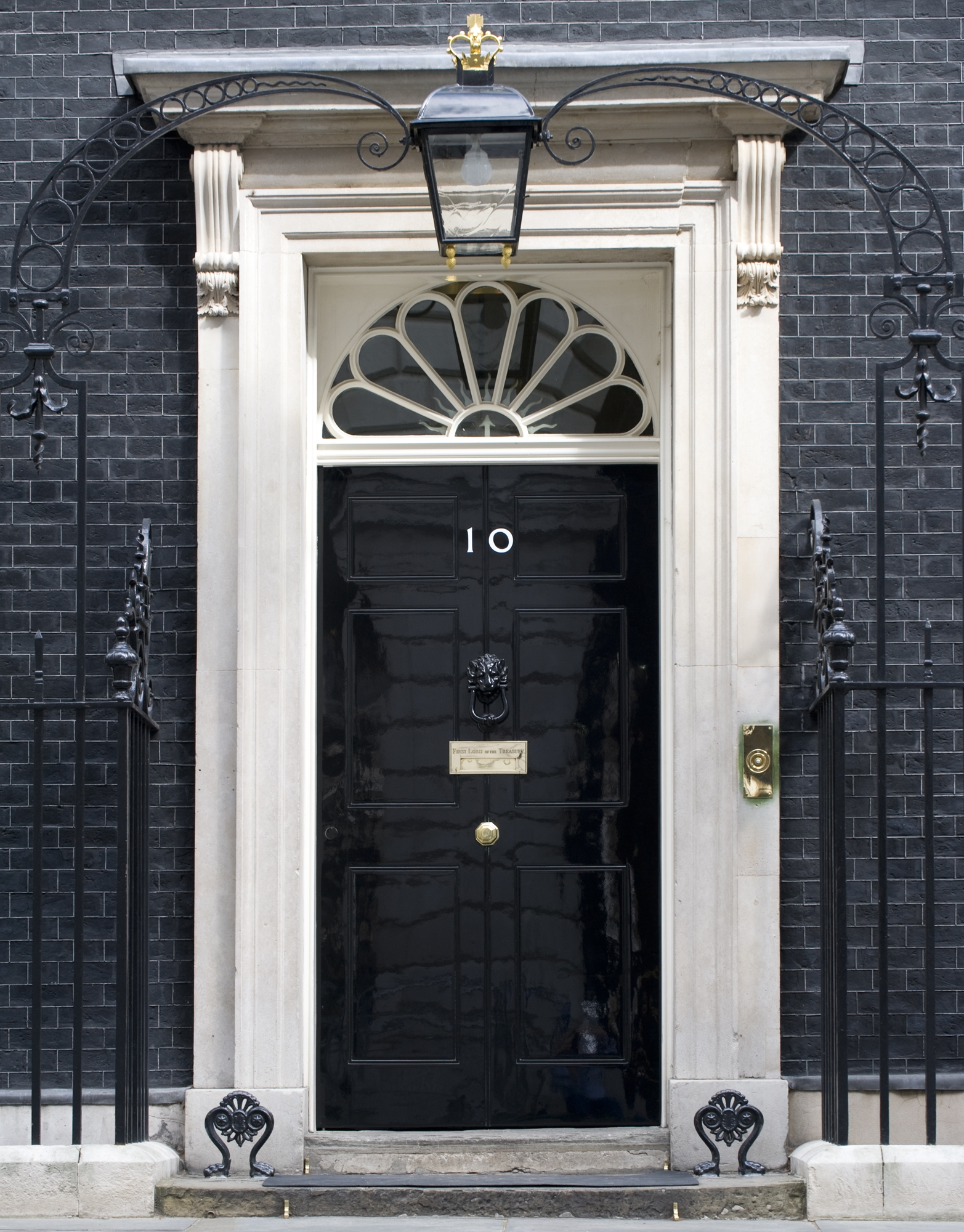
باب 10 داونينغ ستريت: مقر السلطة التنفيذية في المملكة المتحدة

تمارس السلطة التنفيذية في المملكة المتحدة من قبل جلالة الملكة إليزابيث الثانية، عبر حكومة جلالة الملكة والسلطات الوطنية المفوضة؛ الحكومة الاسكتلندية، وحكومة الجمعية الويلزية، والسلطة التنفيذية لأيرلندا الشمالية.

### حكومة صاحبة الجلالة
يعين الملك رئيسًا للوزراء كرئيس لحكومة صاحبة الجلالة في المملكة المتحدة، مسترشدًا بالاتفاقية الصارمة التي تنص على أن رئيس الوزراء يجب أن يكون عضوًا في مجلس العموم على الأرجح ليكون قادرًا على تشكيل حكومة بدعم من ذلك المجلس. في الممارسة العملية، هذا يعني أن زعيم الحزب السياسي الذي يتمتع بأغلبية مطلقة من المقاعد في مجلس العموم يتم اختياره ليكون رئيسًا للوزراء. إذا لم يكن لأي حزب أغلبية مطلقة، يُمنح زعيم أكبر حزب الفرصة الأولى لتشكيل ائتلاف. ثم يختار رئيس الحكومة الوزراء الآخرين الذين يشكلون الحكومة ويعملون كرؤساء سياسيين لمختلف الدوائر الحكومية. يتألف مجلس الوزراء من حوالي عشرين من كبار وزراء الحكومة، وتشكل الحكومة ما يقرب من 100 وزير. وفقًا للعرف الدستوري، فإن جميع الوزراء داخل الحكومة هم إما أعضاء في البرلمان أو أقران في مجلس اللوردات.
كما هو الحال في بعض أنظمة الحكم البرلمانية الأخرى (خاصة تلك القائمة على نظام وستمنستر)، فإن السلطة التنفيذية (تسمى الحكومة) مستمدة من البرلمان وتكون مسؤولة أمامه، التصويت الناجح بحجب الثقة سيجبر الحكومة إما على الاستقالة أو بالسعي لحل البرلمان وإجراء انتخابات عامة. من الناحية العملية، يخضع أعضاء البرلمان من جميع الأحزاب الرئيسية لرقابة صارمة من قبل السياط الذين يحاولون ضمان تصويتهم وفقًا لسياسة الحزب. إذا كانت الحكومة تتمتع بأغلبية كبيرة، فمن غير المرجح أن تخسر ما يكفي من الأصوات لتكون غير قادرة على تمرير التشريعات.

### رئيس الوزراء والحكومة
رئيس الوزراء، " ريشي سوناك حاليًا "، هو الوزير الأول في مجلس الوزراء. يعد مسؤولًا عن رئاسة اجتماعات مجلس الوزراء، واختيار الوزراء (وجميع المناصب الأخرى في حكومة صاحبة الجلالة)، وصياغة سياسة الحكومة. كون رئيس الوزراء هو القائد الفعلي للمملكة المتحدة، فإنه يمارس وظائف تنفيذية منوطة اسميًا بالسيادة (عن طريق الامتيازات الملكية). تاريخيًا، كان العاهل البريطاني المصدر الوحيد للسلطات التنفيذية في الحكومة. ومع ذلك، بعد قيادة ملوك هانوفر، بدأ ترتيب رئيس الوزراء لرئاسة وقيادة مجلس الوزراء في الظهور. بمرور الوقت، أصبح هذا الترتيب الفرع التنفيذي الفعال للحكومة، إذ افترض أن العمل اليومي للحكومة البريطانية بعيدًا عن السيادة.
من الناحية النظرية، يعتبر رئيس الوزراء رئيسًا بين نظرائهم في مجلس الوزراء (أي باللاتينية تعني الأول بين المتساوين). في حين أن رئيس الوزراء هو الوزير الأول في مجلس الوزراء، إلا أنهم ملزمون نظريًا باتخاذ قرارات تنفيذية بشكل جماعي مع وزراء الحكومة الآخرين. يتألف مجلس الوزراء، إلى جانب رئيس الوزراء، من وزراء الخارجية من مختلف الإدارات الحكومية، واللورد المستشار الأعلى لبريطانيا العظمى، واللورد بريفي سيل، ورئيس اللورد للمجلس، ورئيس مجلس التجارة، ومستشار دوقية لانكستر ووزراء بلا حقيبة. تعقد اجتماعات مجلس الوزراء عادة أسبوعيًا، بينما يكون البرلمان منعقدا.

## التاريخ
- معاهدة الاتحاد، وافق عليها مفوضون لكل برلمان في 22 يوليو 1706.
- قوانين الاتحاد 1707م، أقرها كل من برلمان إنجلترا وبرلمان اسكتلندا لتشكيل مملكة بريطانيا العظمى.
- قانون الاتحاد 1800م، الذي أقره كل من برلمان بريطانيا العظمى، وبرلمان أيرلندا لتشكيل المملكة المتحدة لبريطانيا العظمى وأيرلندا.
- إعلان لندن، من خلال الحكم الذاتي، والحرب الأهلية، والاستقلال، أصبح الجزء الجنوبي من جمهورية أيرلندا جمهورية أيرلندا، تاركا أيرلندا الشمالية جزءًا من الاتحاد.

## السلطة التنفيذية
تمارس السلطة التنفيذية في المملكة المتحدة من قبل جلالة الملكة إليزابيث الثانية، عبر حكومة جلالة الملكة والسلطات الوطنية المفوضة؛ الحكومة الاسكتلندية، وحكومة الجمعية الويلزية، والسلطة التنفيذية لأيرلندا الشمالية.

### حكومة صاحبة الجلالة
يعين الملك رئيسًا للوزراء كرئيس لحكومة صاحبة الجلالة في المملكة المتحدة، مسترشدًا بالاتفاقية الصارمة التي تنص على أن رئيس الوزراء يجب أن يكون عضوًا في مجلس العموم على الأرجح ليكون قادرًا على تشكيل حكومة بدعم من ذلك منزل. في الممارسة العملية، هذا يعني أن زعيم الحزب السياسي الذي يتمتع بأغلبية مطلقة من المقاعد في مجلس العموم يتم اختياره ليكون رئيسًا للوزراء. إذا لم يكن لأي حزب أغلبية مطلقة، يُمنح زعيم أكبر حزب الفرصة الأولى لتشكيل ائتلاف. ثم يختار رئيس الحكومة الوزراء الآخرين الذين يشكلون الحكومة ويعملون كرؤساء سياسيين لمختلف الدوائر الحكومية. يتألف مجلس الوزراء من حوالي عشرين من كبار وزراء الحكومة، وتشكل الحكومة ما يقرب من 100 وزير. وفقًا للعرف الدستوري، فإن جميع الوزراء داخل الحكومة هم إما أعضاء في البرلمان أو أقران في مجلس اللوردات.
كما هو الحال في بعض أنظمة الحكم البرلمانية الأخرى (خاصة تلك القائمة على نظام وستمنستر)، فإن السلطة التنفيذية (تسمى الحكومة) مستمدة من البرلمان وتكون مسؤولة أمامه، التصويت الناجح بحجب الثقة سيجبر الحكومة إما على الاستقالة أو بالسعي لحل البرلمان وإجراء انتخابات عامة. من الناحية العملية، يخضع أعضاء البرلمان من جميع الأحزاب الرئيسية لرقابة صارمة من قبل السياط الذين يحاولون ضمان تصويتهم وفقًا لسياسة الحزب. إذا كانت الحكومة تتمتع بأغلبية كبيرة، فمن غير المرجح أن تخسر ما يكفي من الأصوات لتكون غير قادرة على تمرير التشريعات.

#### رئيس الوزراء والحكومة
رئيس الوزراء، بوريس جونسون حاليًا، هو الوزير الأول في مجلس الوزراء. يعد مسؤولًا عن رئاسة اجتماعات مجلس الوزراء، واختيار الوزراء (وجميع المناصب الأخرى في حكومة صاحبة الجلالة)، وصياغة سياسة الحكومة. كون رئيس الوزراء هو القائد الفعلي للمملكة المتحدة، فإنه يمارس وظائف تنفيذية منوطة اسميًا بالسيادة (عن طريق الامتيازات الملكية). تاريخيًا، كان العاهل البريطاني المصدر الوحيد للسلطات التنفيذية في الحكومة. ومع ذلك، بعد قيادة ملوك هانوفر، بدأ ترتيب رئيس الوزراء لرئاسة وقيادة مجلس الوزراء في الظهور. بمرور الوقت، أصبح هذا الترتيب الفرع التنفيذي الفعال للحكومة، إذ افترض أن العمل اليومي للحكومة البريطانية بعيدًا عن السيادة.
من الناحية النظرية، يعتبر رئيس الوزراء رئيسًا بين نظرائهم في مجلس الوزراء (أي باللاتينية تعني الأول بين المتساوين). في حين أن رئيس الوزراء هو الوزير الأول في مجلس الوزراء، إلا أنهم ملزمون نظريًا باتخاذ قرارات تنفيذية بشكل جماعي مع وزراء الحكومة الآخرين. يتألف مجلس الوزراء، إلى جانب رئيس الوزراء، من وزراء الخارجية من مختلف الإدارات الحكومية، واللورد المستشار الأعلى لبريطانيا العظمى، واللورد بريفي سيل، ورئيس اللورد للمجلس، ورئيس مجلس التجارة، ومستشار دوقية لانكستر ووزراء بلا حقيبة. تعقد اجتماعات مجلس الوزراء عادة أسبوعيًا، بينما يكون البرلمان منعقدا.

## التاج
الملك البريطاني، الملكة إليزابيث الثانية، هي رئيسة المملكة المتحدة. على الرغم من أنها لا تشارك إلا قليلاً في الحكومة، إلا أن التاج لا يزال هو المنبع الذي تكمن فيه السلطة التنفيذية النهائية على الحكومة.  تُعرف هذه الصلاحيات بالامتياز الملكي، ويمكن استخدامها لعدد كبير من الأشياء، مثل إصدار أو سحب جوازات السفر، إقالة رئيس الوزراء، أو حتى إعلان الحرب.
يتم تفويض الصلاحيات من الملك شخصيا، باسم التاج، ويمكن تسليمها إلى وزراء مختلفين أو غيرهم من ضباط التاج، ويمكن أن تتجاوز عن قصد موافقة البرلمان. تعقد رئيسة حكومة صاحبة الجلالة، ورئيس الوزراء، اجتماعات أسبوعية مع السيادة، حيث قد تعبر عن مشاعرها، أو تحذر، أو تنصح رئيس الوزراء في عمل الحكومة.
وفقًا للدستور غير المدون للمملكة المتحدة، يتمتع الملك بالصلاحيات التالية:
«القوى المحلية»
- سلطة فصل وتعيين رئيس وزراء
- سلطة فصل وتعيين وزراء آخرين
- القدرة على حل، وتمديد ولاية البرلمان
- صلاحية منح أو رفض الموافقة الملكية على الفواتير (مما يجعلها سارية المفعول والقانون)
- سلطة تكليف الضباط في القوات المسلحة
- القدرة على قيادة القوات المسلحة للمملكة المتحدة * سلطة تعيين أعضاء في مستشار الملكة
- سلطة إصدار وسحب جوازات السفر
- سلطة منح صلاحيات الرحمة (على الرغم من إلغاء عقوبة الإعدام، لا تزال هذه القوة تستخدم لتغيير الأحكام)
- القدرة على منح الأوسمة
- القدرة على إنشاء الشركات عبر امتياز ملكي

«قوى خارجية»
- سلطة التصديق، وإبرام المعاهدات
- القدرة على إعلان الحرب والسلام
- القدرة على نشر القوات المسلحة في الخارج
- القدرة على التعرف على الدول
- القدرة على الائتمان، واستقبال الدبلوماسيين

## الحكومة المحلية
المملكة المتحدة مقسمة إلى مجموعة متنوعة من أنواع مختلفة من السلطات المحلية، مع وظائف ومسؤوليات مختلفة.
إنجلترا لديها مزيج من المجالس ذات المستويين ، والمستوى الواحد في أجزاء مختلفة من البلاد. في لندن الكبرى، يوجد نظام فريد من مستويين ، تتقاسم فيه السلطة سلطة لندن الكبرى، ومجلس بلديات لندن، التي يرأسها عمدة لندن. تُستخدم السلطات الموحدة، في جميع أنحاء اسكتلندا، ويلز، وأيرلندا الشمالية.

## الاتحاد الأوروبي
انضمت المملكة المتحدة لأول مرة إلى المجتمعات الأوروبية في يناير 1973 من قبل المحافظ، رئيس الوزراء إدوارد هيث، وظل عضوًا في الاتحاد الأوروبي التي تطورت إليها ؛  ينتخب مواطنو المملكة المتحدة ، وغيرهم من مواطني الاتحاد الأوروبي المقيمين في المملكة المتحدة ، 73 الأعضاء لتمثيلهم في البرلمان الأوروبي في بروكسل، وستراسبورغ.
كانت عضوية المملكة المتحدة ، في الاتحاد موضوعًا رئيسيًا للمناقشة على مدار الأعوام ، وتم الاعتراض عليها بسبب مسائل السيادة ، وفي السنوات الأخيرة كانت هناك انقسامات في كلا الحزبين الرئيسيين حول ما إذا كان ينبغي على المملكة المتحدة تشكيل علاقات أكبر داخل الاتحاد الأوروبي ، أو تقليل صلاحيات الاتحاد الأوروبي فوق الوطنية.  
يُعرف معارضو التكامل الأوروبي الأكبر باسم «المشككون في أوروبا»، بينما يُعرف المؤيدون باسم «محبو اليورو».
ينتشر الانقسام على أوروبا ، في كلا الحزبين الرئيسيين ، على الرغم من أن حزب المحافظين يعتبر الأكثر انقسامًا حول هذه القضية ، سواء في الحكومة حتى عام 1997 وما بعد عام 2010، وبين تلك التواريخ كمعارضة.
ومع ذلك ، فإن حزب العمل منقسم أيضًا ، مع آراء متضاربة بشأن اعتماد المملكة المتحدة لـ اليورو في الحكومة (1997-2010).
قام القوميون البريطانيون بحملات طويلة ضد التكامل الأوروبي. أدى العرض القوي لليوروديكتيك ، حزب استقلال المملكة المتحدة (UKIP)، منذ انتخابات البرلمان الأوروبي 2004 إلى تغيير النقاش حول علاقات المملكة المتحدة ، مع الاتحاد الأوروبي.
في مارس 2008، قرر البرلمان عدم إجراء استفتاء، بشأن التصديق على معاهدة لشبونة، الموقعة في ديسمبر 2007.
كان هذا على الرغم من أن الحكومة العمالية وعدت في عام 2004 بإجراء استفتاء على المقترح السابق دستور لأوروبا. في 23 يونيو 2016، صوتت المملكة المتحدة لترك الاتحاد الأوروبي في استفتاء. بعد الاستفتاء ، نوقش حول كيفية وتوقيت مغادرة المملكة المتحدة للاتحاد الأوروبي. في 11 يوليو 2016، فشل وزير مكتب مجلس الوزراء ، جون بينروز في تقديم إجابة أخيرة حول ما إذا كان سيكون تحت تصرف رئيس الوزراء وأحد وزراء الخارجية، من خلال الامتياز الملكي، أو البرلمان، من خلال قوانين برلمان المملكة المتحدة التشريعات الأولية.
في أكتوبر 2016، أعلن المحافظ رئيس الوزراء، تيريزا ماي، أنه سيتم الاحتجاج بالمادة 50 بحلول «الربع الأول من عام 2017». في 24 يناير 2017، حكمت المحكمة العليا في قضية ميلر بأغلبية أن العملية لا يمكن أن تكون بدأت دون تفويض قانون البرلمان، ولكن حكمت بالإجماع ضد مطالبة الحكومة الاسكتلندية فيما يتعلق بالانتقال بأن لهم رأي مباشر في قرار إطلاق المادة 50. وبالتالي ، فإن الاتحاد الأوروبي (إخطار الانسحاب) قانون 2017 تم إقرار وتمكين رئيس الوزراء في التذرع بالمادة 50 وتم سنه بموافقة ملكية في مارس 2017.
حدث الاحتجاج بالمادة 50، من قبل حكومة المملكة المتحدة في 29 مارس 2017، عندما السير تيم بارو، الممثل الدائم للمملكة المتحدة إلى الاتحاد الأوروبي، سلم رسميا بخط اليد ، رسالة موقعة من رئيس الوزراء تيريزا ماي إلى دونالد توسك، رئيس المجلس الأوروبي في بروكسل. تضمنت الرسالة أيضًا نية المملكة المتحدة للانسحاب من الجماعة الأوروبية للطاقة الذرية (EAEC أو Euratom).
هذا يعني أن المملكة المتحدة ستتوقف عن أن تكون عضوًا في الاتحاد الأوروبي ، في 30 مارس 2019، ما لم يتم الاتفاق على تمديد المفاوضات بين المملكة المتحدة ، والاتحاد الأوروبي.

## المنظمات الدولية المشاركة
- بنك التنمية الآسيوي
- مجموعة أستراليا
- بنك التسويات الدولية
- دول الكومنولث
- مصرف التنمية الكاريبي
- مجلس أوروبا
- سيرن
- مجلس الشراكة الأوروبية الأطلسية
- البنك الأوروبي لإعادة البناء والتنمية
- بنك الاستثمار الأوروبي
- وكالة الفضاء الأوروبية
- الإتحاد الأوربي
- منظمة الأغذية والزراعة
- G5 ، G6 ، G7 ، G8
- G10
- (IMSO)
- بنك التنمية للبلدان الأمريكية
- الوكالة الدولية للطاقة الذرية
- البنك الدولي للإنشاء والتعمير
- منظمة الطيران المدني الدولية
- غرفة التجارة الدولية
- الاتحاد الدولي لنقابات العمال الحرة
- المحكمة الجنائية الدولية
- الانتربول
- مؤسسة التنمية الدولية
- الوكالة الدولية للطاقة
- الاتحاد الدولي لجمعيات الصليب الأحمر والهلال الأحمر
- مؤسسة التمويل الدولية
- الصندوق الدولي للتنمية الزراعية
- المنظمة الهيدروغرافية الدولية
- المنظمة الدولية للعمالة
- المنظمة البحرية الدولية
- صندوق النقد الدولي
- اللجنة الأولمبية الدولية
- المنظمة الدولية للهجرة (مراقب)
- المنظمة الدولية للتوحيد القياسي (ISO)
- الحركة الدولية للصليب الأحمر والهلال الأحمر
- المنظمة الدولية للأتصالات الفضائية (إنتلسات)
- الاتحاد الدولي للاتصالات
- الوكالة الدولية لصيد الحيتان
- بعثة منظمة الأمم المتحدة لتحقيق الاستقرار في جمهورية الكونغو الديمقراطية
- حركة عدم الانحياز (ضيف)
- منظمة حلف شمال الأطلسي (الناتو)
- وكالة الطاقة النووية (الشرق الأدنى)
- مجموعة موردي المواد النووية (NSG)
- منظمة التعاون الاقتصادي والتنمية
- منظمة حظر الأسلحة الكيميائية
- منظمة الأمن والتعاون في أوروبا (OSCE)
- منظمة الدول الأمريكية (مراقب)
- مجتمع المحيط الهادئ (SPC)
- محكمة التحكيم الدائمة
- اليونسكو
- الأمم المتحدة
- مؤتمر الأمم المتحدة للتجارة والتنمية (الأونكتاد)
- اللجنة الاقتصادية لأفريقيا (شريك)
- لجنة الأمم المتحدة الاقتصادية لأوروبا
- لجنة الأمم المتحدة الاقتصادية لأمريكا اللاتينية ومنطقة البحر الكاريبي
- اللجنة الاقتصادية والاجتماعية لآسيا والمحيط الهادئ
- المفوضية السامية للأمم المتحدة لشؤون اللاجئين
- منظمة الأمم المتحدة للتنمية الصناعية (اليونيدو)
- بعثة الأمم المتحدة للإدارة المؤقتة في كوسوفو
- بعثة الأمم المتحدة للمراقبة في العراق والكويت (يونيكوم)
- بعثة الأمم المتحدة في البوسنة والهرسك
- بعثة الأمم المتحدة في سيراليون
- بعثة مراقبي الأمم المتحدة في جورجيا
- قوة الأمم المتحدة لحفظ السلام في قبرص
- وكالة الأمم المتحدة لإغاثة وتشغيل اللاجئين الفلسطينيين في الشرق الأدنى (الأونروا)
- مجلس الأمن التابع للأمم المتحدة (عضو دائم)
- الاتحاد البريدي العالمي
- إدارة الأمم المتحدة الانتقالية في تيمور الشرقية (UNTAET)
- اتحاد أوروبا الغربية
- الاتحاد العالمي للعمل
- المنظمة العالمية للجمارك
- منظمة الصحة العالمية
- المنظمة العالمية للملكية الفكرية
- المنظمة العالمية للأرصاد الجوية
- منظمة التجارة العالمية
- لجنة زانغر

## مزيد من القراءة
- قاموس أكسفورد للسيرة الوطنية  (2004) online ؛ السير الذاتية العلمية القصيرة لجميع الأشخاص الرئيسيين الذين لقوا حتفهم بحلول عام 2009
- أديسون ، بول وهارييت جونز ، محرران. «رفيق لبريطانيا المعاصرة: 1939-2000» (2005) مقتطفات والبحث عن نص
- براون ، ديفيد ، روبرت كراكروفت ، وغوردون بنتلاند ، محرران. «دليل أكسفورد للتاريخ السياسي البريطاني الحديث ، 1800-2000» (2018) Handbooks/dp/0198714890/ excerpt * Budge ، إيان ، وآخرون. محرران. «السياسة البريطانية الجديدة» (الطبعة الرابعة 2007) 712pp
- بتلر ، ديفيد.  الانتخابات العامة البريطانية منذ عام 1945  (1995) 195pp؛ excerpt and text search
- المدفع ، جون ، أد. «رفيق أكسفورد للتاريخ البريطاني» (2003)، موسوعة تاريخية ؛ 4000 إدخالات في 1046pp excerpt and text search
- تشايلدز ، ديفيد. «بريطانيا منذ عام 1945: تاريخ سياسي» (2012) مقتطفات والبحث عن نص
- كوك ، كريس وجون ستيفنسون ، محرران. "Longman Companion to Britain Since 1945" (1995) 336pp
- هينيسي ، بيتر. «رئيس الوزراء: المكتب وأصحابه منذ عام 1945» (2001) باستثناء والبحث عن النص ؛ اتجه إلى بلير ؛ 688pp
- جونز ، هارييت ، ومارك كلابسون ، محرران. «رفيق روتليدج لبريطانيا في القرن العشرين» (2009) مقتطفات والبحث عن نص
- الملك ، أنتوني. «الدستور البريطاني» (2011) 464pp * ليفينثال ، إف إم  Twentieth-Century Britain: An Encyclopedia  (2nd ed. 2002) 640pp؛ مقالات قصيرة من قبل العلماء
- مار ، أندرو. «تاريخ بريطانيا الحديثة» (2009)؛ نُشر أيضًا باسم «صناعة بريطانيا الحديثة» (2010)، التاريخ الشعبي 1945-2005 * بوغ ، مارتن. «تحدث عن بريطانيا!: تاريخ جديد لحزب العمال» (2011) مقتطفات والبحث عن النص
- رامسدين ، جون ، أد. «رفيق أكسفورد للسياسة البريطانية في القرن العشرين» (2005) مقتطفات والبحث عن نص